# Sør-Aurdal
Sør-Aurdal este o comună din provincia Innlandet, Norvegia.
Are o suprafață de 1.109,05 km². Populația este de 2.866 locuitori, determinată în 1 ianuarie 2023, prin Folkeregisteret[*].